# Juan Blander
Juan Carlos Blander – argentyński zapaśnik walczący w obu stylach. 
Wygrał igrzyska Ameryki Południowej w 1982. Zdobył dwa medale mistrzostw Ameryki Południowej w 1983 roku.